# Рао, Варавара
Варавара Рао (телугу పెండ్యాల వరవర రావు; род. 3 ноября 1940 года) — индийский общественный и политический деятель, поэт, писатель

, переводчик, литературный критик и преподаватель из Телинганы (ранее Андхра-Прадеш). Сторонник наксалитов (маоистов), которых несколько раз представлял на мирных переговорах с правительством Индии, за что подвергался политическим репрессиям. Его произведения переведены почти на все языки Индии.

## Биография
Родился в семье браминов в деревне Чинна-Пендьяла. Впервые его стихотворения были опубликованы в 1958 году. Совместно с другими поэтами-телугу Варавара Рао выступил организатором социально-литературного движения телугу. Под влиянием массовых движений в Наксалбари и Шрикакуламе, основал Союз революционных писателей, ставивший целью поддерживать борьбу за социальное освобождение. Накануне (в 1973 году) и после объявления Чрезвычайного положения в 1975 году был арестован и оказался одним из немногих политзаключённых, подвергавшемуся самому строгому режиму тюремного содержания. Несмотря на это, переводит в это время несколько книг Нгуги Ва Тхионго, а также пишет свои. В 1980-х вновь арестовывался за участие в рабочем движении, в 2004 году служил переговорщиком-посредником между властями и наксалитами. В 2018 году был обвинён в организации протестов в Бхима-Кореагоне, а также в заговоре с целью покушения на премьер-министра Нарендру Моди (по всей видимости, на подложных обвинениях).